# Renate Breuer (handbollsspelare)
Renate Breuer är en före detta östtysk handbollsspelare. Hon blev världsmästare med Östtysklands damlandslag i handboll 1971.
Renate Breuer spelade klubbhandboll för TSC Berlin i Oberliga, den högsta ligan i Östtyskland. Breuer spelade för Östtyskland vid världsmästerskapet i handboll för damer 1971 i Nederländerna och blev världsmästare med laget. Hon spelade två matcher för laget i turneringen.